# Challenger de Kigali II 2025
El torneo Rwanda Challenger II 2025 fue un torneo de tenis perteneció al ATP Challenger Tour 2025 en la categoría Challenger 100. Se trató de la 4ª edición; el torneo tuvo lugar en la ciudad de Kigali (Ruanda), desde el 3 hasta el 9 de marzo de 2025 sobre pistade tierra batida al aire libre.

## Jugadores participantes del cuadro de individuales
| Preclasificado | País                        | Jugador              | Rank1 | Posición en el torneo    |
| 1              | Bandera de los Países Bajos | Jesper de Jong       | 105   | Primera ronda, retiro    |
| 2              | Bandera de Francia          | Calvin Hemery        | 171   | Cuartos de final, retiro |
| 3              | Bandera de España           | Carlos Taberner      | 173   | Primera ronda            |
| 4              | Bandera de Francia          | Valentin Royer       | 182   | CAMPEÓN                  |
| 5              | Bandera de Austria          | Lukas Neumayer       | 210   | Segunda ronda            |
| 6              | Bandera de Australia        | Bernard Tomic        | 219   | Primera ronda            |
| 7              | Bandera de Francia          | Geoffrey Blancaneaux | 221   | Segunda ronda            |
| 8              | Bandera de Rumania          | Filip Cristian Jianu | 228   | Primera ronda            |

- 1 Se ha tomado en cuenta el ranking del 24 de febrero de 2025.

### Otros participantes
Los siguientes jugadores recibieron una invitación (wild card), por lo tanto ingresan directamente al cuadro principal (WC):
- Marco Cecchinato
- Andrej Martin
- Maximilian Neuchrist

Los siguientes jugadores ingresan al cuadro principal tras disputar el cuadro clasificatorio (Q):
- Franco Agamenone
- Yankı Erel
- Nicholas David Ionel
- Daniel Michalski
- Luka Pavlovic
- Gabriele Pennaforti

## Campeones

### Individual Masculino
- Valentin Royer derrotó en la final a  Guy den Ouden por 6–2, 6–4

### Dobles Masculino
- Siddhant Banthia /  Alexander Donski derrotaron en la final a  Geoffrey Blancaneaux /  Zdeněk Kolář por 6–4, 5–7, [10–8]